# 毡笔黑体

毡笔黑体（方正）

氈筆黑體是北京方正集團於2001年開發的創意美術字體。其特點是將傳統的氈筆風格用于現代的排版文字，具有直接和簡約的視覺效果。呈右上斜勢的筆鋒富於動感，從而形成相對獨立的審美個性。
現在氈筆黑體已廣泛應用於報紙、書刊及廣告等領域。另外因其整齊又不乏活潑的顯示特性，還特別適用於電視字幕的標題，如中國中央電視台春節聯歡晚會自2005年以來一直將其作為歌曲字幕用字。